# Musée de Carouge
Le musée de Carouge est un musée suisse situé à Carouge fondé en 1984 et consacré à l'art, sans exposition permanente ainsi qu'à la conservation du patrimoine de la cité et d'expositions temporaires en relation avec la vie locale.

## Histoire
À la suite d'une importante donation du peintre Émile Chambon, le musée est par la suite inauguré en 1984. Il se trouve dans la maison Montanrouge, fondée en 1789 pour un maitre-horloger.

## Collections
Les collections du musée comprennent de la faïence produite à Carouge entre 1800 et 1930 et des céramiques de style Art déco de Marcel Noverraz et d'objet et documents liés à la ville.

## Prix
Le musée organise tous les deux ans un concours international de céramique.

## Expositions
- 2023: Espèce de cornichon. Art, cuisine et Chirat, sur les cornichons et l'entreprise Chirat, anciennement sise à Carouge[5], affiche de l'exposition réalisée par Exem[6].
- 2022: Émile Chambon et Louise de Vilmorin - une amitié fertile
- 2021: Albertine Zullo[7]
- 2019: Le Monde de Titeuf[8]
- 2017: Ma vie de Courgette et Yvan Larsen, une rétrospective[8].
- 2016: Linda Naeff, les couleurs habillent la souffrance[9],[10],[11].